# Lijst van voetbalinterlands Ethiopië - Zuid-Soedan
Deze lijst van voetbalinterlands is een overzicht van alle officiële voetbalwedstrijden tussen de nationale teams van Ethiopië en Zuid-Soedan. De landen hebben tot op heden vijf keer tegen elkaar gespeeld. De eerste ontmoeting was een groepswedstrijd voor de CECAFA Cup 2012 in Kampala (Oeganda) op 24 november 2012. Het laatste duel, een kwalificatiewedstrijd voor het African Championship of Nations 2022, vond plaats op 28 juli 2022 in Dar es Salaam (Tanzania).

## Wedstrijden
| № | Plaats        | Datum            | Competitie                                        | Wedstrijd              | Uitslag |
| - | ------------- | ---------------- | ------------------------------------------------- | ---------------------- | ------- |
| 1 | Kampala       | 24 november 2012 | CECAFA Cup 2012                                   | Ethiopië − Zuid-Soedan | 1 − 0   |
| 2 | Machakos      | 2 december 2013  | CECAFA Cup 2013                                   | Zuid-Soedan − Ethiopië | 0 − 2   |
| 3 | Kakamega      | 5 december 2017  | CECAFA Cup 2017                                   | Zuid-Soedan − Ethiopië | 0 − 3   |
| 4 | Dar es Salaam | 22 juli 2022     | African Championship of Nations 2022 kwalificatie | Ethiopië − Zuid-Soedan | 0 − 0   |
| 5 | Dar es Salaam | 28 juli 2022     | African Championship of Nations 2022 kwalificatie | Zuid-Soedan − Ethiopië | 0 − 5   |

## Samenvatting
| Competitie                                   | Totaal gespeeld | Winst Ethiopië | Gelijk | Winst Zuid-Soedan | Doelsaldo Ethiopië – Zuid-Soedan |
| -------------------------------------------- | --------------- | -------------- | ------ | ----------------- | -------------------------------- |
| African Championship of Nations-kwalificatie | 2               | 1              | 1      | 0                 | 5 − 0                            |
| CECAFA Cup                                   | 3               | 3              | 0      | 0                 | 6 − 0                            |
| Totaal                                       | 5               | 4              | 1      | 0                 | 11 − 0                           |

Wedstrijden bepaald door strafschoppen worden, in lijn met de FIFA, als een gelijkspel gerekend.
EFF · 
A-internationals · 
Ethiopisch vrouwenelftal · Olympisch elftal
1940 – 1949 · 
1950 – 1959 · 
1960 – 1969 · 
1970 – 1979 · 
1980 – 1989 · 
1990 – 1999 · 
2000 – 2009 · 
2010 – 2019 ·
2020 − 2029
Algerije ·
Angola ·
Benin ·
Botswana ·
Burkina Faso ·
Burundi ·
Centraal-Afrikaanse Republiek ·
Comoren ·
Congo-Brazzaville ·
Congo-Kinshasa ·
Djibouti ·
Egypte ·
Ghana ·
Griekenland ·
Guinee ·
Guinee-Bissau ·
Guyana ·
Israël ·
Ivoorkust ·
Jemen ·
Joegoslavië ·
Kaapverdië ·
Kameroen ·
Kenia ·
Lesotho ·
Liberia ·
Libië ·
Madagaskar ·
Malawi ·
Mali ·
Marokko ·
Mauritanië ·
Mauritius ·
Mozambique ·
Namibië ·
Niger ·
Nigeria ·
Oeganda ·
Rwanda ·
Sao Tomé en Principe ·
Senegal ·
Seychellen ·
Sierra Leone ·
Soedan ·
Somalië ·
Tanzania ·
Togo ·
Tsjaad ·
Tunesië ·
Turkije ·
Zambia ·
Zimbabwe ·
Zuid-Afrika ·
Zuid-Jemen ·
Zuid-Soedan
SSFA · Zuid-Soedanees vrouwenelftal
Interlands
Tegenstander:
Benin ·
Botswana ·
Burkina Faso ·
Burundi ·
Congo-Brazzaville ·
Congo-Kinshasa ·
Djibouti ·
Egypte ·
Equatoriaal-Guinea ·
Ethiopië ·
Gabon ·
Gambia ·
Jordanië ·
Kameroen ·
Kenia ·
Malawi ·
Mali ·
Mauritanië ·
Mozambique ·
Oeganda ·
Oezbekistan ·
Rwanda ·
Sao Tomé en Principe ·
Senegal ·
Seychellen ·
Soedan ·
Somalië ·
Togo ·
Zuid-Afrika